# Pilgrims
Pilgrims es una banda musical española de funk rock y rock alternativo española creada en 2009 en la ciudad de Valladolid.

## Fundación y composición de Pilgrims band
Nacida en 2009, está compuesta por dos jóvenes ingleses (Nik East, cantante y guitarrista; y Daniel Birch, saxofonista) y dos españoles (Miguel Ángel Cubillo, bajista; y Daniel Clérigo, batería). Desde su formación han sido asiduos de las salas de la ciudad (Mambo, Porta Caeli.) y de distintos certámenes y festivales musicales, como Veral, fiestas Demoscopicas o Norterock. En este último han llegado a finalistas en 2010 y también 2011.

## Discografía de Pilgrims band

### Half Breed Sunrise
En verano de 2010 graban su primer EP, titulado Half Breed Sunrise, en los Estudios Dobro de Casasola de Arión (Valladolid). Lo presentan en un concierto junto a la banda también vallisoletana Cellar Bird el 4 de noviembre de 2010. Este EP fue elegido por la revista Mondosonoro como mejor demo en Castilla y León del año 2010. El EP consta de 5 temas, que computan una duración total de 20 minutos y 40 segundos:
1. "One Breath" – 2:52
2. "Funky Jam" – 2:57
3. "There Is A Place" – 3:57
4. "So" – 5:07
5. "City Breakers" – 5:47

Dicho EP está disponible el blog del grupo. (enlace roto disponible en Internet Archive; véase el historial, la primera versión y la última).

### The Day Wonders
El 4 de julio de 2013 publican su segundo EP The Day Wonders presentado en la sala Porta Caeli de Valladolid.
1. "Golden Days" - 03:56
2. "Lady" - 03:18
3. "Circus" - 03:52
4. "Wickerman" - 04:07
5. "Farty Party" - 03:55

En agosto de 2013 la banda emprende una gira por el sur de Inglaterra que incluirá conciertos en Londres, Sheerness y Maidstone. Al final de esta gira la banda entra en un periodo de pausa indefinida con conciertos esporádicos dado que Nick East emprende su carrera en Inglaterra.